# Hämeenkyrö
Hämeenkyrö (suédois : Tavastkyro) est une municipalité de la région du Pirkanmaa au sud-ouest de la Finlande.
Elle est connue pour être la commune de naissance d'un des plus grands écrivains finlandais, Frans Eemil Sillanpää, Prix Nobel de littérature en 1939.

## Géographie
Elle présente aujourd'hui le visage d'une petite ville industrielle, tournée vers le bois (scierie du groupe Metsä Wood) et le papier (usine du groupe M-Real de Kyröskoski).
Comme la plupart des villes industrielles de Finlande, elle s'est développée à un endroit où l'important lac Kyrösjärvi se déverse dans le Kirkkojärvi (fi), par les rapides Kyröskoski avec un dénivelé de 22 mètres en juste 4 km.
Les rapides Kyröskoski ont permis l'installation de la centrale hydroélectrique de Kyröskoski, qui a entraîné le développement de l'industrie.
| Ikaalinen   |            | Viljakkala |
| Suodenniemi | Hämeenkyrö | Ylöjärvi   |
| Mouhijärvi  | Nokia      |            |

## Transports
La nationale 3 (E12) traverse la municipalité et met le centre de Tampere, la capitale régionale, à juste 38 km.
La seututie 249 venant de Sastamala rejoint la nationale 3 à Kyröskoski.

### Distances
- Helsinki 220 km
- Ikaalinen 15 km
- Nokia 30 km
- Pori 95 km
- Sastamala 40 km
- Tampere 40 km
- Turku 155 km
- Vaasa 200 km

## Démographie
Depuis 1980, l'évolution démographique d'Hämeenkyrö est la suivante, :
| Année      | 1980  | 1985  | 1990  | 1995  | 2000  | 2005   |
| ---------- | ----- | ----- | ----- | ----- | ----- | ------ |
| population | 9 302 | 9 099 | 9 511 | 9 736 | 9 897 | 10 186 |

| Année      | 2010   | 2015   | 2020   |
| ---------- | ------ | ------ | ------ |
| population | 10 489 | 10 611 | 10 415 |

## Économie
En 2020, les principales entreprises d'Hämeenkyrö par chiffre d'affaires sont:
| Société                      | C.A.  |
| ---------------------------- | ----- |
| Kyrel Oy                     | 35 M€ |
| Pekka Kynnös Oy              | 20 M€ |
| K-Supermarket Hämeenkyrö     | 11 M€ |
| Lepistö-Group Oy             | 9 M€  |
| Hit Nordic Ikkunat           | 4 M€  |
| Labcor Oy Ab                 | 3 M€  |
| Rakennusliike A. Virtanen Oy | 3 M€  |
| MJL Kuljetus Oy              | 2 M€  |
| Pohjola Talot                | 2 M€  |
| Kyrösrakenne Oy              | 2 M€  |

## Jumelages
| Ville | Ville            | Pays | Pays    | Période     |
| ----- | ---------------- | ---- | ------- | ----------- |
|       | Mustvee City (d) |      | Estonie | depuis 1994 |

## Personnalites d'Hämeenkyrö
| - Jyri Niemi, joueur de hockey - Frans Emil Sillanpää, écrivain - Yrjö Sakari Yrjö-Koskinen, sénateur | - Paavo Yrjölä, champion olympique de décathlon - Katri Helena, musicienne - Arvo Pentti, ministre |

## Galerie

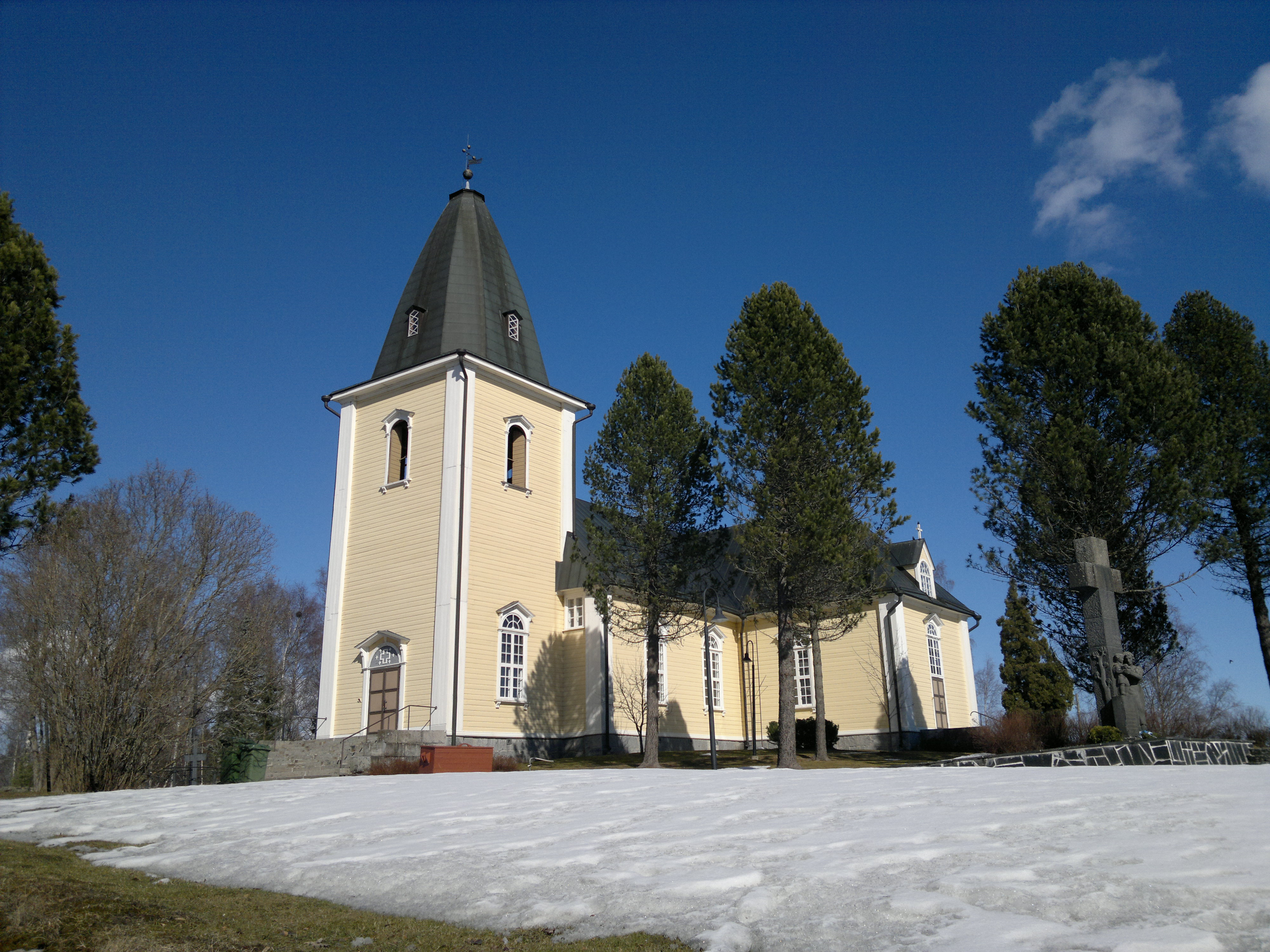
Église d'Hämeenkyrö.
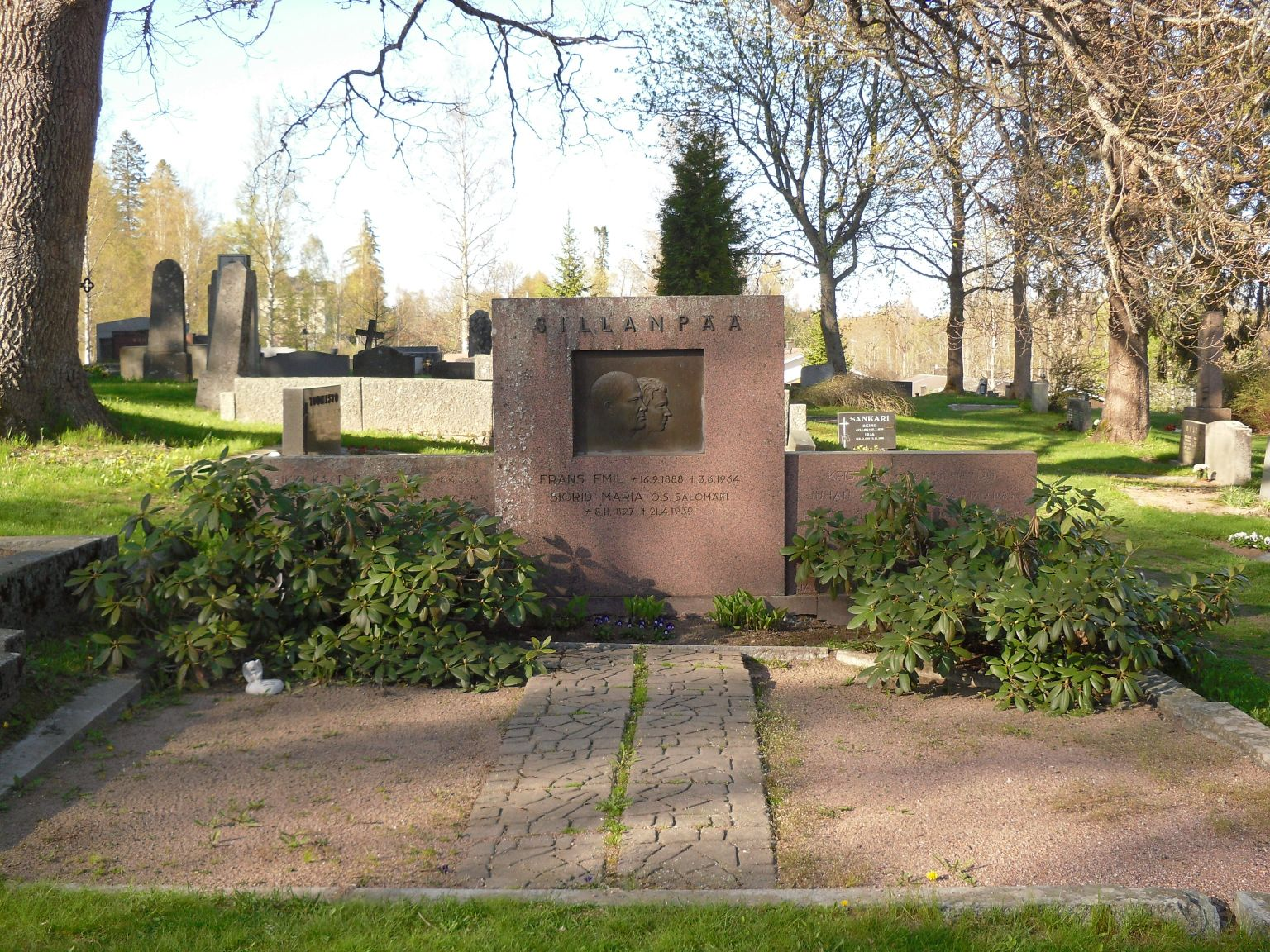
Tombe de Frans Eemil Sillanpää.
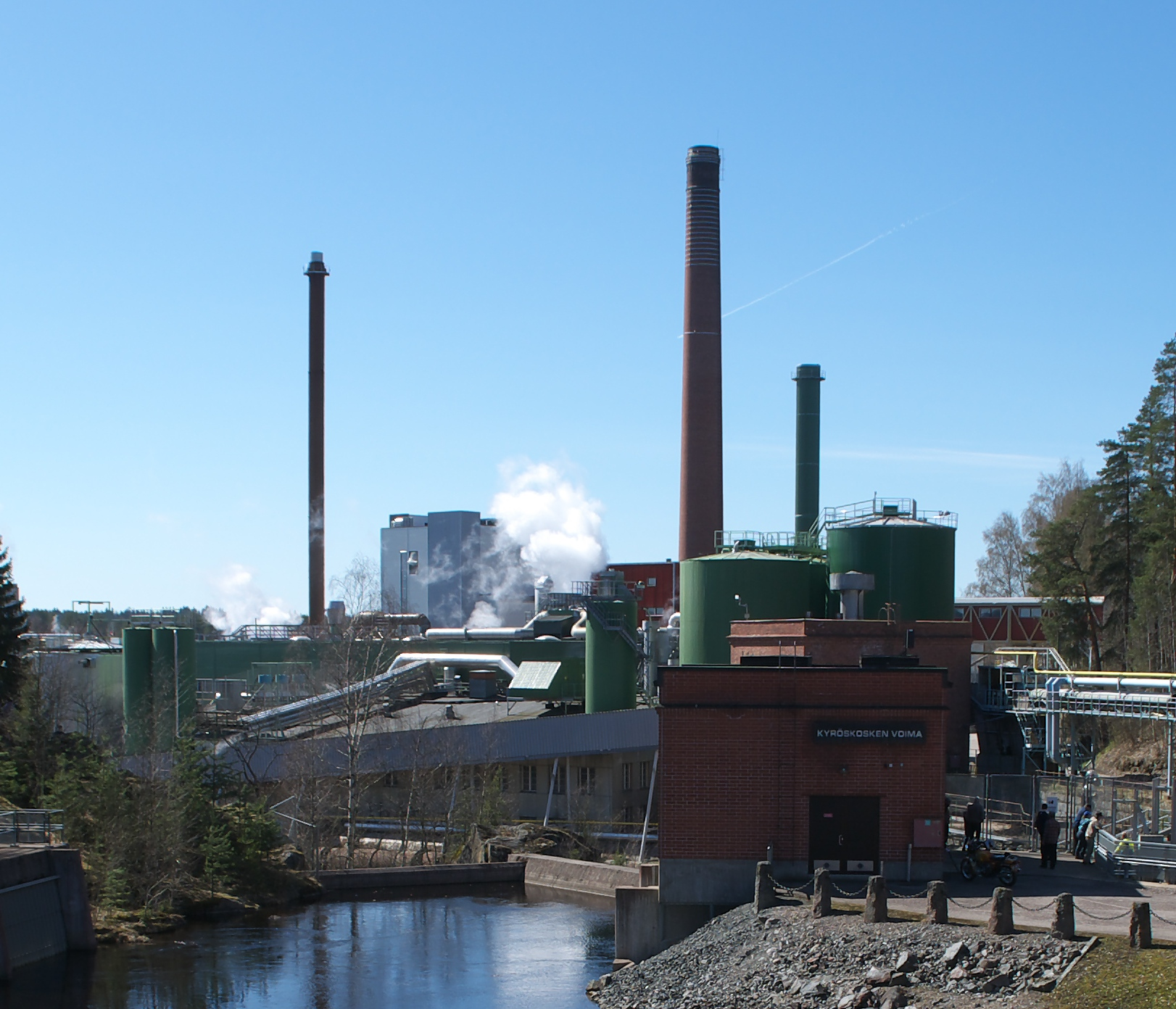
Papeterie de Metsä Board à Kyrö.
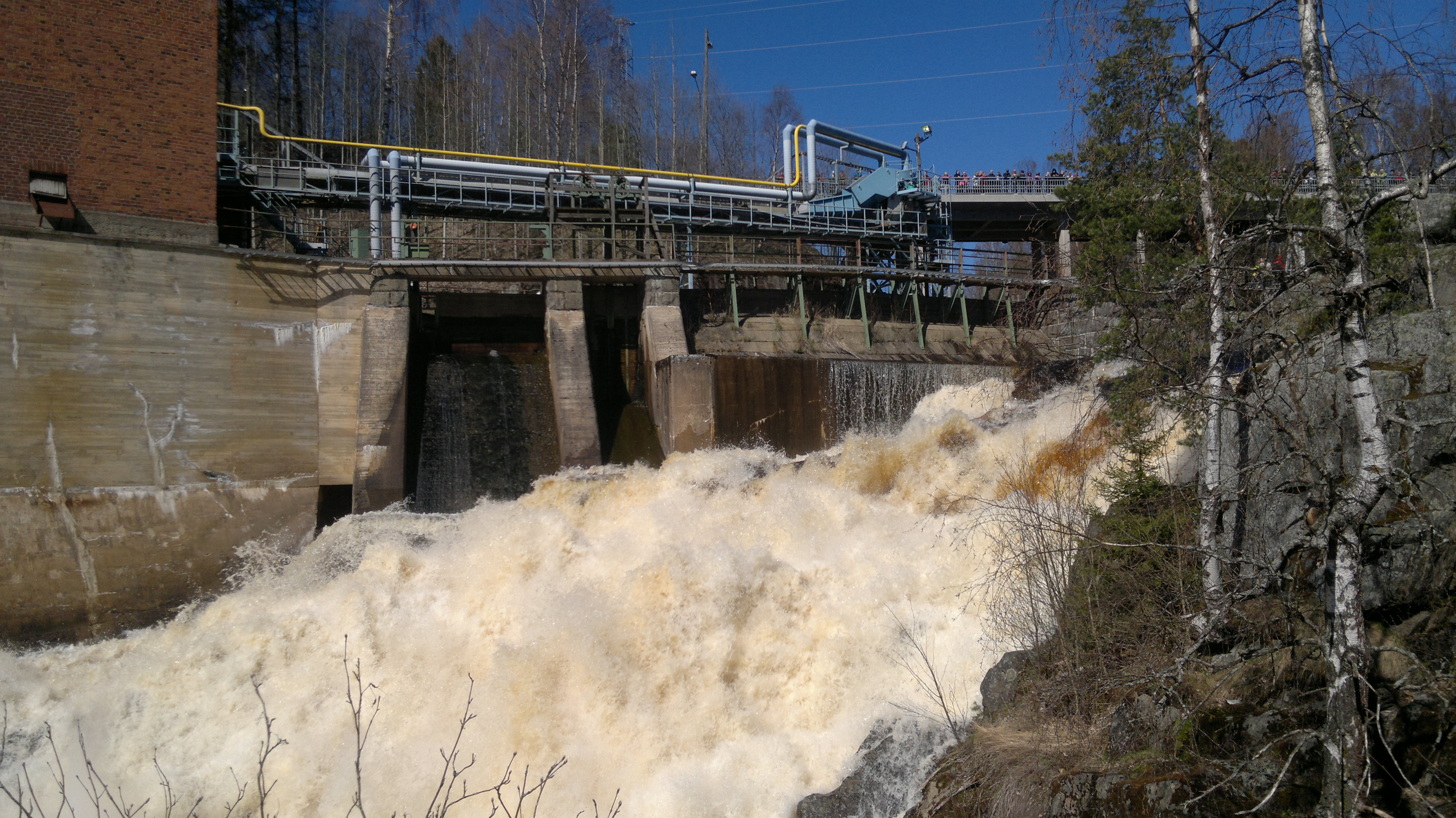
Rapides Kyröskoski.
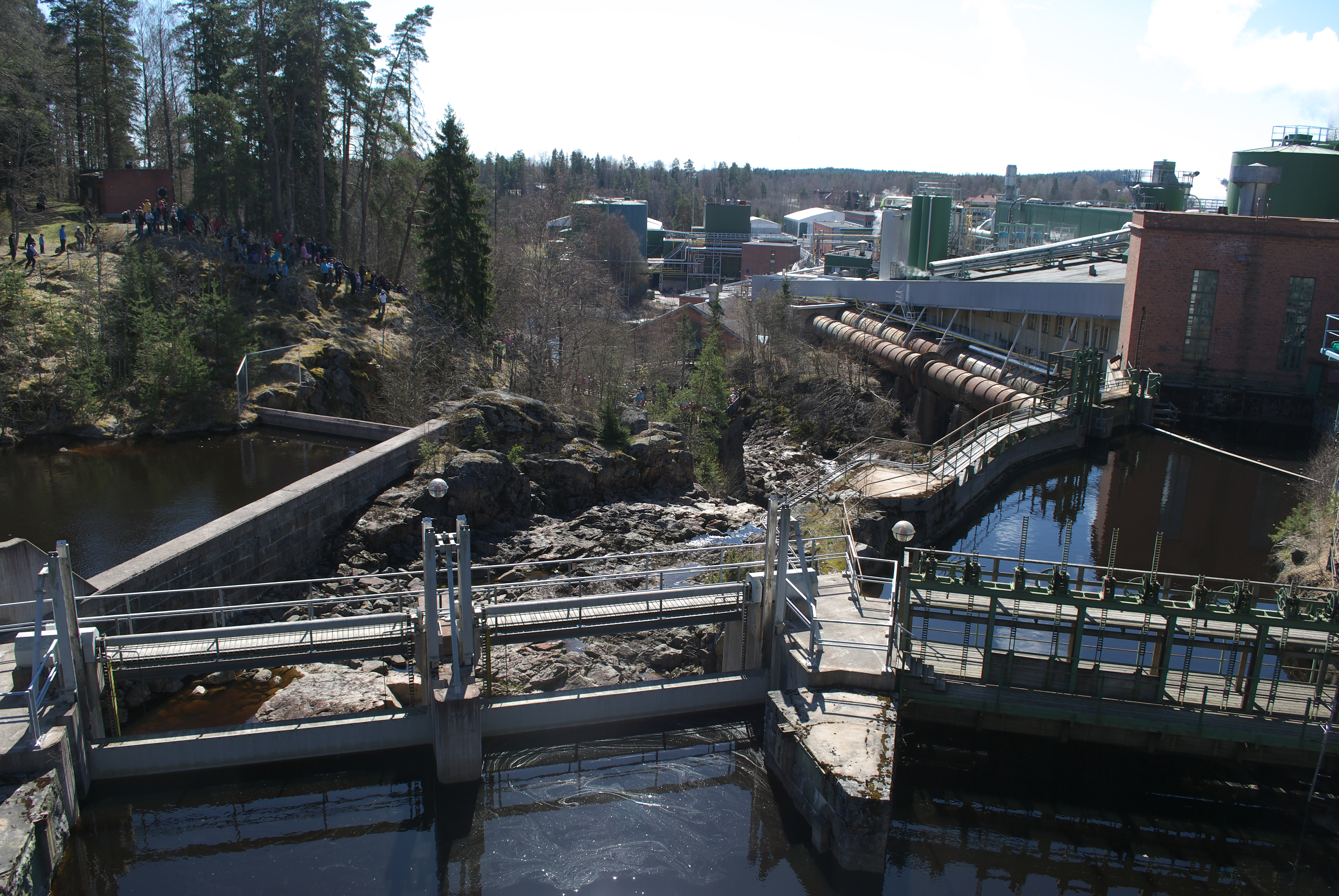
Centrale hydroélectrique de Kyröskoski.